# Böhmens herrlandslag i ishockey

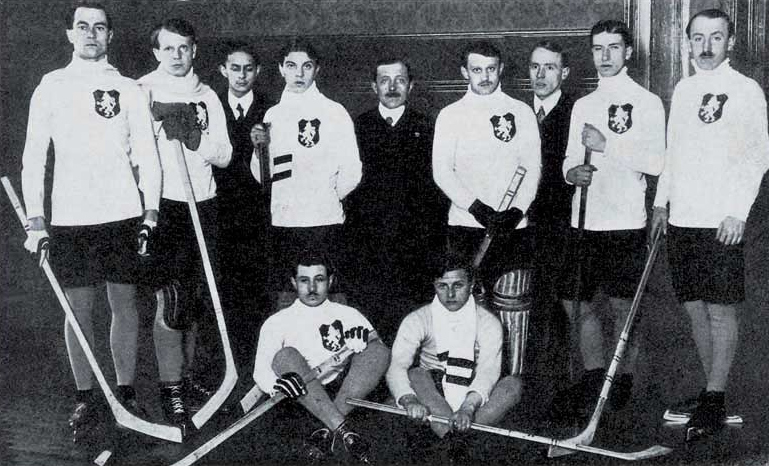
Böhmens segrande lag vid Europamästerskapet 1911 i Berlin.

Böhmens ishockeylandslag var ett ishockeylandslag som på sin tid, under det tidiga 1910-talet, nådde stora framgångar och företrädde Böhmen, som på den tiden var en del av Österrike-Ungern. Laget debuterade vid Europamästerskapet 1911 i Berlin, och vann hela turneringen .
Laget spelade sin första match den 23 januari 1908, då man föll med 1-8 mot Frankrike i Chamonix.
Sedan kom första världskriget, men det böhmiska ishockeyintresset fördes vidare sedan Böhmen hade blivit en del av Tjeckoslovakien 1918, och då skapades ett tjeckoslovakiskt landslag.

## Meriter
- Europamästerskap
  - Guld: 2 (1911, 1914)
  - Silver: 1 (1913)